# Uloborus villosus
Uloborus villosus är en spindelart som beskrevs av Eugen von Keyserling 1881. Uloborus villosus ingår i släktet Uloborus och familjen krusnätsspindlar.
Artens utbredningsområde är Colombia. Inga underarter finns listade i Catalogue of Life.